# Michael Zepek
Michael Zepek (Bad Friedrichshall, 1981. január 19. –) német labdarúgóhátvéd.